# Jeongyeon
Yoo Jeong-yeon (hangul: 유정연; n. 1 noiembrie 1996, Suwon, Coreea de Sud), cunoscută ca Jeongyeon (hangul: 정연), este o cântăreață sud-coreeană. Este membră a Twice, un grup de fete sud-coreean format de JYP Entertainment⁠(d).